# 프로토콜 스택

OSI 모형의 프로토콜 스택

프로토콜 스택(protocol stack) 또는 네트워크 스택(network stsack)은 컴퓨터 네트워크 프로토콜 스위트 또는 프로토콜 계열의 구현체이다. 이 용어들 중 일부는 상호 번갈아가면서 사용하긴 하지만 정확히 말해 '스위트'는 통신 프로토콜의 정의이며 스택은 이들의 소프트웨어 구현체이다.
스위트 안의 개개의 프로토콜들은 대개 한 가지 목적으로 염두에 두고 설계된다. 이러한 모듈성을 통해 설계와 평가를 단순화시킬 수 있다. 각 프로토콜 모듈은 보통 다른 2가지와 보통 통신하는데 이것들은 보통 프로토콜 스택 내 계층들로 구상된다. 가장 낮은 위치의 프로토콜은 무조건 통신 하드웨어와의 로우레벨 통신을 다룬다. 더 높은 위치의 각 계층은 추가 기능들을 더하고 있다. 사용자 애플리케이션은 보통 최상위 계층들만 다룬다.

## 예시
| 프로토콜     | 계층                            |
| ------------ | ------------------------------- |
| HTTP         | 응용 계층                       |
| TCP          | 전송 계층                       |
| IP           | 인터넷 계층 또는 네트워크 계층  |
| 이더넷       | 링크 계층 또는 데이터 링크 계층 |
| IEEE 802.3ab | 물리 계층                       |

## 같이 보기
- 시스템 네트워크 아키텍처
- 무선 애플리케이션 프로토콜
- X.25